# پروژه آزمایشی آپولو–سایوز
پروژه آزمایشی آپولو–سایوز (به انگلیسی: Apollo–Soyuz Test Project) نخستین مأموریت فضایی مشترک بین آمریکا و شوروی و نخستین همکاری فضایی بین‌المللی بود. این مأموریت در ۲۴ تیر ۱۳۵۴ (۱۵ ژوئیه ۱۹۷۵) آغاز شد و در طی آن، فضاپیمای آمریکایی آپولو و فضاپیمای روسی سایوز در مدار زمین به هم متصل شدند و فضانوردان آن‌ها باهم عملیات مشترکی را به انجام رساندند. پروژه آپولو-سایوز چه به لحاظ فنی و چه از نظر سیاسی عملیات مهمی محسوب می‌شود.
این پروژه در اصل برنامه‌ای نمادین و سیاسی در دوره‌ای از تنش‌زدایی بین روابط ابرقدرت‌های شرق و غرب بود. با این حال، فضانوردان در طی آن آزمایش‌های علمی و فنی مهمی را به انجام رساندند. از جمله این آزمایش‌های علمی می‌توان به ایجاد خورشیدگرفتگی مصنوعی توسط آپولو اشاره کرد، تا فضانوردان روسی در سایوز بتوانند از این فرصت استفاده کرده، برای نخستین بار در فضا از تاج خورشید عکس‌برداری کنند. همچنین پروژه آپولو-سایوز برای مهندسان آمریکایی و روسی این امکان را فراهم کرد که کارکرد سیستم‌های فضایی متفاوتشان را با هم هماهنگ کنند. نتایج این هماهنگی بعدها برای اتصال فضاپیمای شاتل آمریکا به ایستگاه فضایی میر و نیز ساخت ایستگاه فضایی بین‌المللی به کار رفت.
نام‌های رسمی این مأموریت عبارتند از:
- به انگلیسی: Apollo-Soyuz Test Project با مخفف ASTP
- به روسی:[۱] ‎ Экспериментальный Полёт Аполлон-Союз با مخفف ЭПАС

## فضانوردان

### فضانوردان آپولو
شماره‌هایی که در مقابل نام فضانوردان دیده می‌شود، نشان دهنده تعداد پروازهای فضایی آن‌ها تا زمان پروژه آپولو-سایوز و با احتساب این مأموریت است.
1. توماس استافورد (۴) - فرمانده عملیات
2. ونس برند (۱) - خلبان بخش فرمان آپولو
3. دیک اسلیتون (۱) - خلبان بخش اتصالی آپولو

ابتدا قرار بود که فضانورد دیگری به نام جک اسویگرت مسؤولیت فرماندهی عملیات آپولو را عهده‌دار شود، اما پس از متهم شدن در رسوایی تمبرهای پستی آپولو ۱۵ از لیست فضانوردان این مأموریت حذف شد.
دیک اسلیتون یکی از هفت فضانوردی بود که در آوریل ۱۹۵۹ به عنوان نخستین گروه فضانوردان آمریکایی برای شرکت در برنامه فضایی مرکوری انتخاب شده بودند، اما به دلیل تشخیص نارسایی قلبی از شرکت در مأموریت بازمانده بود. وی پس از آن به سمت سرپرستی دفتر فضانوردان ناسا منصوب شد، و پس از جراحی موفقیت‌آمیز قلبی، خودش را برای پروژه آزمایشی آپولو–سایوز انتخاب کرد!
فضانوردان ذخیره عبارت بودند از آلن بین (فرمانده)، رونالد اونس (خلبان بخش فرمان)، و جک لوسما (خلبان بخش اتصالی).

### فضانوردان سایوز
شماره‌هایی که در مقابل نام فضانوردان دیده می‌شود، نشان‌دهنده تعداد پروازهای فضایی آن‌ها تا زمان پروژه آپولو-سایوز و با احتساب این مأموریت است.
- الکسی لئونوف (۲) - فرمانده عملیات
- والری کوباسوف (۲) - مهندس پرواز

الکسی لئونوف و والری کوباسوف پیش از این برای شرکت مأموریت سایوز-۱۱ انتخاب شده بودند، اما چهار روز پیش از پرواز، کوباسوف به ابتلاء به بیماری سل مظنون شد و فضانوردان ذخیره جای آن‌ها را گرفتند.
فضانوردان ذخیره عبارت بودند از آناتولی فیلیپچنکو (فرمانده) و نیکولای روکاویشنیکوف (مهندس پرواز).

## تاریخچه پروژه

### دوره تنش‌زدایی
در اوایل دهه ۱۹۷۰ میلادی، در دوره‌ای موسوم به «تنش‌زدایی» برای مدتی یخ‌های سیاسی بین دو قطب غرب و شرق یعنی آمریکا و شوروی ذوب شد. ریچارد نیکسون نخستین رئیس‌جمهور ایالات متحده بود که به مسکو سفر کرد. برژنف و نیکسون مذاکراتی را جهت کاهش خصومت و رقابت نظامی بین دو کشور و افزایش همکاری دوجانبه آغاز کردند.

### توافق‌نامه و اهداف
نقطه عطف این همکاری‌های دوجانبه، همکاری در عرصه فضایی بود و منجر به امضای موافقتنامه «پروژه آزمایشی آپولو-سایوز» در ۲۴ مه ۱۹۷۲ بین ریچارد نیکسون و الکسی کاسیگین در مسکو شد. طی این موافقتنامه، قرار بر این شد که فضاپیماهای سایوز و آپولو در مدار زمین با هم ملاقات کرده و متصل شوند، و فضانوردان روسی و آمریکایی در مدار زمین میهمان هم باشند. علاوه بر انگیزهٔ سیاسی، اهداف فنی پروژه عبارت بود از:
- سازگاری سامانه‌های فضایی شوروی و آمریکا
- آزمایش سخت‌افزار و سامانه‌های اتصال فضاپیماها
- آزمایش سامانه‌ها و ابزار ضروری برای انتقال فضانوردان بین فضاپیماهای متفاوت، بررسی امکان اجرای مأموریت‌های نجات اضطراری بین‌المللی در فضا
- تلاش برای سازگار کردن سامانه‌های کنترل و ناوبری زمینی در دو کشور
- گسترش همکاری‌های فضایی در آینده

در میهمانی رسمی پس از امضای موافقتنامه، ریچارد نیکسون گفت:
امروز صبح موافقت‌نامه پروژه آزمایشی آپولو-سایوز رسماً امضاء شد، دیگر جای تأمل باقی نمانده است. همه می‌دانید که این توافقنامه مسئولیت بزرگی برگردن هر دو کشور قرار می‌دهد، همه مردم دنیا پیشرفت کار ما را زیر نظر می‌گیرند، بعضی‌ها با امید به آینده و بعضی هم با شک و تردید. اما من خوشبینم، اطمینان دارم که همه چیز به خوبی پیش خواهد رفت. هر دو کشور هرکاری از دستشان بربیاید برای کمک به یکدیگر انجام خواهند داد.

### سفرهای متقابل
برای پیشبرد این پروژه، آمریکا و شوروی هرکدام هیأتی را شامل فضانوردان خبره و مهندسان انتخاب کرده و به این پروژه اختصاص دادند. برای حسن نیت، قرار بر این بود که کیهان‌نوردان روسی زبان انگلیسی را فراگیرند، فضانوردان آمریکایی به زبان روسی مسلط شوند، و هرکدام از هیئت‌ها چندین بار به کشور مقابل سفر کنند تا از تأسیسات فنی و فضایی آن‌ها بازدید کرده، با روش کار آن‌ها آشنا شود.
در ژوئن ۱۹۷۲، یک هیئت ۳۶ نفره آمریکایی شامل مهندسان ارشد و مقامات ناسا به سرپرستی فضانوردی به نام دیوید اسکات برای آغاز مذاکرات فنی به مسکو سفر کرد. سرپرست فنی هیئت روسی کنستانتین بوشویف، از مهندسان ارشد فضایی روسیه و همکاران نزدیک سرگئی کارالیوف بود. این هیئت علاوه بر شرکت در جلسات، از تشکیلات شهرک ستاره‌ها در نزدیکی مسکو نیز بازدید کردند. هدف اصلی این ملاقات‌ها، هماهنگی کامل بین سامانه‌های فضایی روسی و آمریکایی و جزئیات آن‌ها مانند استانداردهای الکتریکی، سامانه‌های ناوبری، مخابراتی و اتصال در فضا بود.
در ژانویه سال ۱۹۷۳، الکسی لئونوف به عنوان فرمانده گروه فضانوردی روسی، و توماس استافورد به عنوان فرمانده هیئت آمریکایی انتخاب شدند. در ماه مه همان سال، غرفه ویژه‌ای برای پروژه آزمایشی آپولو–سایوز در نمایشگاه هوایی پاریس بر پا شد و دو هیئت برگزیده فضانوردان یکدیگر را ملاقات کردند.
در ژوئیه سال ۱۹۷۳، هیئت روسی برای بازدید از تأسیسات فضایی آمریکا و ادامه مذاکرات به شهر هیوستون در ایالت تگزاس، و سپس برای بازدید از تأسیسات ساخت آپولو در شرکت راکول به لس آنجلس سفر کرد. این سفر با بازدیدی از پارک تفریحی دیزنی‌لند در ایالت فلوریدا پایان یافت.
اواخر آوریل ۱۹۷۵، حدود ۳ ماه پیش از آغاز مأموریت، گروه آمریکایی برای بازدید از پایگاه فضایی بایکونور به شوروی سفر کرد. در برنامهٔ سفر این گروه، بازدید از شهر تاشکند و شهرهای تاریخی سمرقند و بخارا نیز گنجانده شده بود.
پس از چندین سفر متقابل، سرانجام تمرینات پرواز مشترک به پایان رسید، هماهنگی لازم بین سیستم‌های هر دو طرف برای هدایت مشترک پروژه به عمل آمد، و سخت‌افزار لازم برای اتصال آپولو و سایوز نیز آماده شد. مرحله پایانی آماده‌سازی برای مأموریت، اعزام گروه فنی آمریکایی به مرکز تازه‌ساخت کنترل مأموریت فضایی در کالینینگراد، و اعزام گروه فنی روسی به مرکز کنترل مأموریت فضایی در هیوستون بود.

## آغاز مأموریت فضایی

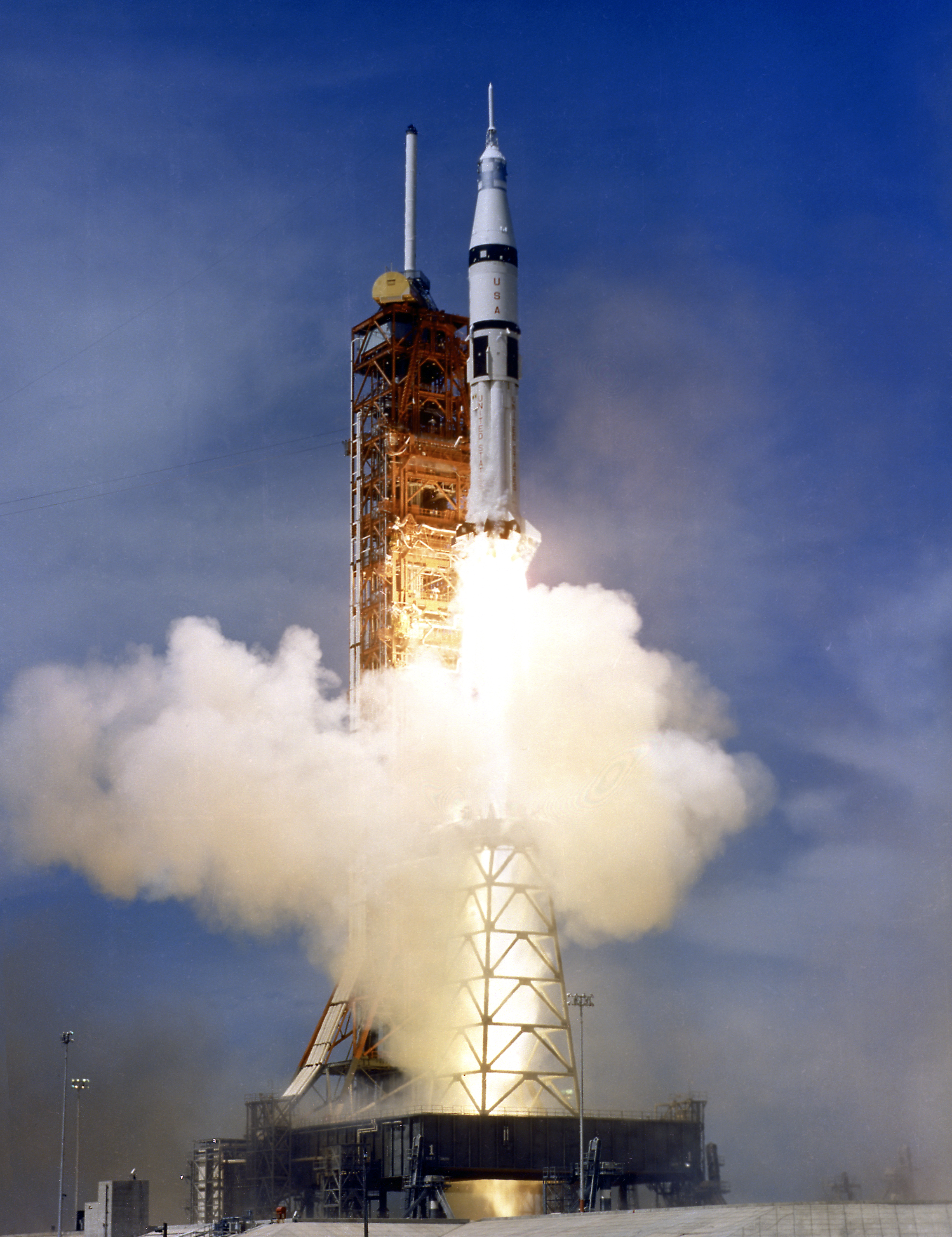
پرتاب موشک ساترن ۱ از پایگاه فضایی کندی

سرانجام در روز ۲۴ تیر ۱۳۵۴ (۱۵ ژوئیه ۱۹۷۵)، فضاپیمای سایوز-۱۹ با فرماندهی الکسی لئونوف و خلبانی والری کوباسوف به فضا پرتاب شد. به فاصله هفت ساعت و نیم، فضاپیمای آپولو ۱۸ نیز به فضا پرتاب شد. این فضاپیماها دو روز بعد در مدار زمین به هم ملحق و متصل شدند، و سه ساعت پس از اتصال، با بازشدن دریچه ارتباطی بین آنها، فضانوردان آمریکایی با کیهان‌نوردان روسی دست دادند و به عنوان میهمان به فضاپیمای سایوز وارد شدند.
پیش‌بینی شده بود هنگام بازشدن دریچه بین سایوز و آپولو و دست دادن فضانوردان روسی و آمریکایی، فضاپیماها بر فراز شهر ساحلی کوچکی به نام باگنر ریجس در منطقه ساسکس در جنوب بریتانیا در پرواز باشند. اما تأخیری کوچک باعث شد این رویداد بر فراز شهر مِس در فرانسه رخ دهد.

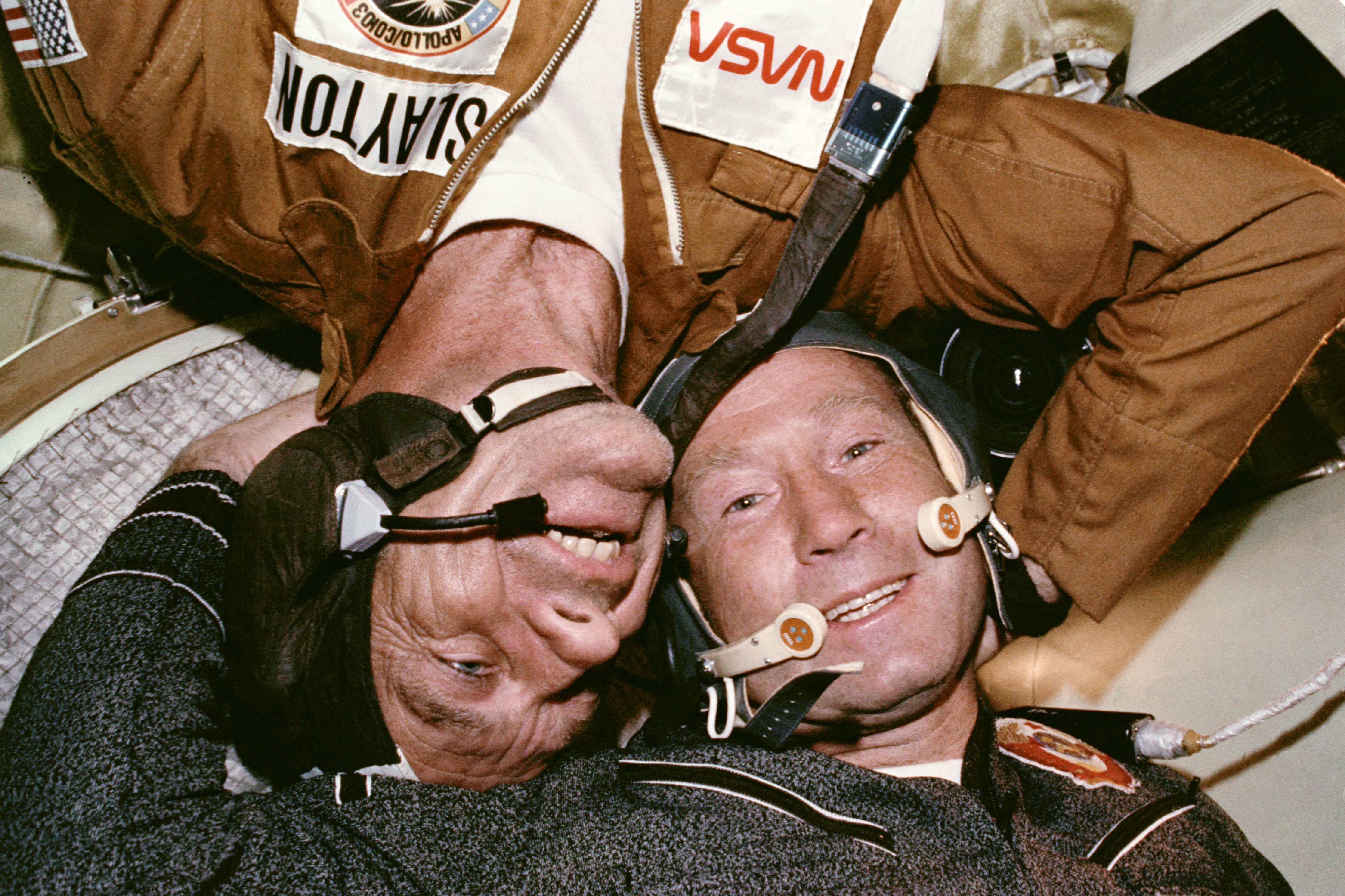
دیدار الکسی لئونوف و دیک اسلیتون در میهمانی فضایی در طول پروژهٔ آزمایشی آپولو-سایوز

برنامهٔ این میهمانی فضایی از قبل به دقت تنظیم شده بود. وجهه سیاسی این مأموریت اهمیت زیادی داشت، و تصاویر میهمانی فضایی به‌طور زنده در سراسر جهان پخش می‌شد. رؤسای دولت آمریکا و شوروی به‌طور زنده برای فضانوردان پیام فرستادند. در این میان الکسی لئونوف دو سورپرایز برای میهمانان داشت:
- ظرف نوشیدنی محتوی بُرش یا سوپ چغندر، اما با نشان یک ودکای معروف روسی! این موضوع باعث تعجب و سپس خنده فضانوردان و مراکز کنترل زمینی شد.[۱۲]
- نقاشی از چهرهٔ هر سه فضانورد آمریکایی، که او در طول دوره تمرین مشترک برای این مأموریت نقاشی کرده بود. الکسی بالای صفحات نوشته بود: «تقدیم به دلیرمردان دنیای ما» و پای هر نقاشی نیز علاوه بر امضای الکسی، پیامی به این مضمون وجود داشت: «به سایوز خوش آمدید، باز هم تشریف بیاورید».

توماس استافورد هم برای میهمانان روس یک سورپرایز آماده کرده بود: وی شخصاً از کانوی توئیتی، خواننده آمریکایی سبک کانتری، خواسته بود که مشهورترین آهنگ سال ۱۹۷۵ خود به نام Hello Darling را به زبان روسی بخواند و ضبط کند. یک ساعت پیش از جدا شدن دو فضاپیما، این آهنگ از فضا برای فضانوردان روس و شنوندگان روی زمین پخش شد.

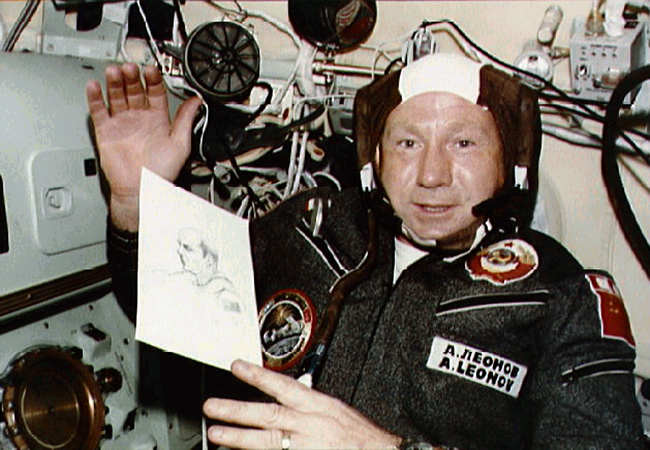
الکسی لئونوف طرحی را که از چهرهٔ توماس استافورد کشیده در دست دارد

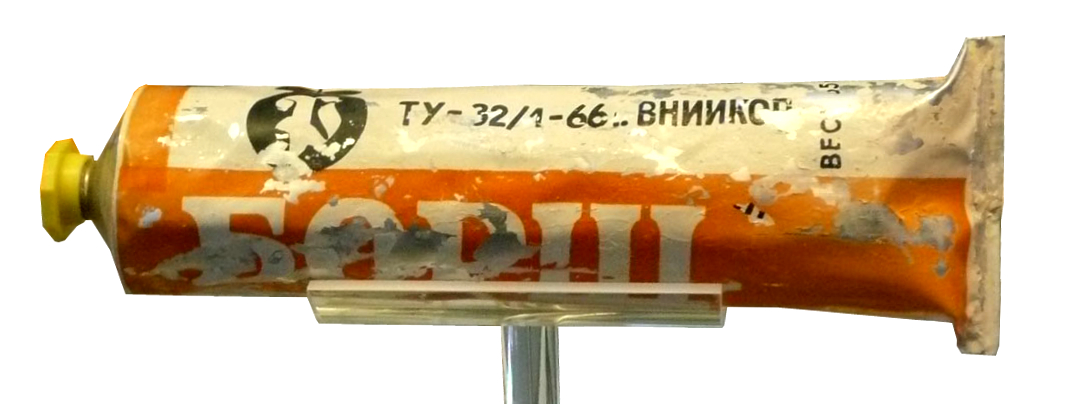
تیوب محتوی سوپ برش که فضانوردان روسی در فضا مصرف می‌کردند

دو فضاپیما برای مدت ۴۴ ساعت به هم متصل باقی ماندند. در این فرصت فضانوردان هدایا، پرچم و یادبودهای مأموریت را رد و بدل کردند، با هم غذا خوردند و از هر دو فضاپیما بازدید کردند. در میهمانی شام به میزبانی سایوز، منوی غذا عبارت بود از سوپ بُرش به عنوان پیش‌غذا، به همراه کیک عسلی، نان سیاه روسی، آجیل، آلو، خوراک گوشت خمیر شده (از داخل تیوب) و نوعی پنیر. منوی غذای آپولو عبارت بود از سوپ غذای دریایی با قارچ به عنوان پیش‌غذا، و یکی از سه غذای اصلی شامل گوشت بوقلمون یا کوفته یا نوعی خوراک مرغ. فضانوردان به سلامتی هم از بُرشی که الکسی لئونوف آورده بود نوشیدند.
از جمله هدایای مبادله شده می‌توان به بذر درختانی اشاره کرد که پس از پایان مأموریت در هر دو کشور کاشته شد.
در این مأموریت برای نخستین بار ماشین حساب الکترونیکی HP-65 توسط فضانوردان آپولو به فضا حمل شد؛ ماشین حساب الکترونیکی در آن دوران پدیده‌ای نوین به‌شمار می‌آمد. این ماشین حساب به گونه‌ای برنامه‌ریزی شده بود که بتواند در صورت از کار افتادن کامپیوترهای آپولو، بخشی از کار آن‌ها را انجام دهد.
در طول مدت اتصال، فضانوردان عملیات جداسازی و اتصال مجدد سایوز و آپولو را هم آزمایش کردند. پس از آخرین مانور جدا شدن فضاپیماها، آپولو با انجام مانوری خود را بین سایوز و خورشید قرار داد و خورشیدگرفتگی مصنوعی ایجاد کرد. کیهان‌نوردان سایوز از این فرصت برای برداشتن عکس‌های دقیق از تاج خورشید استفاده کردند. روی هم رفته، سایوز به مدت ۵ روز و آپولو به مدت ۹ روز در مدار زمین باقی ماندند و پس از جدایی هرکدام به فعالیت‌ها و آزمایش‌های خود ادامه دادند.

## فرود
فضاپیمای سایوز بدون مشکل خاصی طبق برنامهٔ قبلی در تاریخ ۳۰ تیر ۱۳۵۴ (۲۱ ژوئیه ۱۹۷۵) به زمین فرود آمد. بازگشت و فرود آپولو در روز ۲ مرداد (۲۴ ژوئن) آغاز شد. در راه برگشت به خاطر اشتباه فضانوردان در مرحله آماده‌سازی برای فرود، آپولو دچار مشکل جدی شد: یکی از سامانه‌های فضاپیما موسوم به «سامانهٔ کنترل واکنش‌ها» به اشتباه روشن باقی گذاشته شده بود، و همین موضوع باعث شد کابین آپولو مملو از گازهای مهلک ناشی از نشت سوخت مصرف نشده گردد. فضانوردان آپولو برخلاف کیهان‌نوردان روسی در هنگام بازگشت به زمین لباس فضایی نمی‌پوشیدند، و به همین علت ونس برند در اثر مسمومیت گاز از هوش رفت و دیک اسلیتون دچار حالت تهوع شد. با وجود این مشکل، گردونه فرمان آپولو با موفقیت در اقیانوس آرام فرود آمد، اما سه فضانورد آپولو به مدت دو هفته در بیمارستان نیروی هوایی در هاوایی بستری و قرنطینه شدند.

## دانستنی‌های مأموریت
- جرم فضاپیماها
- آپولو: ۱۴۷۶۸ کیلوگرم
- سایوز: ۶۷۹۰ کیلوگرم
- فضای کار فضاپیماها
- آپولو: ۶ متر مکعب
- سایوز: ۹ متر مکعب
- اتصال در فضا
- آغاز اتصال: (۱۷ ژوئیه ۱۹۷۵)
- پایان اتصال: (۱۹ ژوئیه ۱۹۷۵)

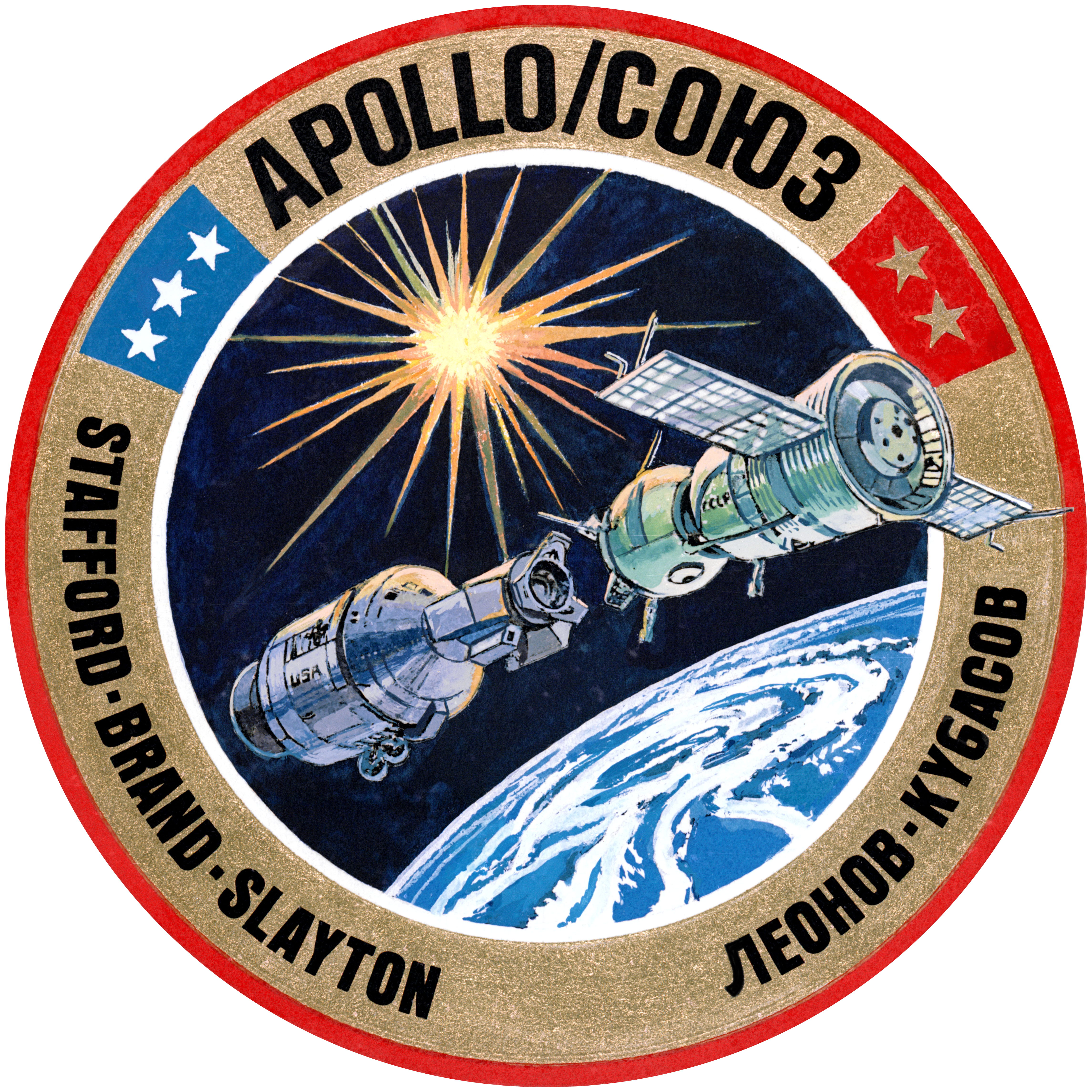
نشان دوم مأموریت که فضانوردان در مدار زمین به تن داشتند

- مدت زمان اتصال: یک روز و ۲۳ ساعت و ۷ دقیقه و ۳ ثانیه
- شماره‌گذاری مأموریت‌ها

مأموریت فضاپیمای سایوز در این پروژه مشترک «سایوز-۱۹» نام‌گذاری شده بود. مأموریت فضاپیمای آپولو در این پروژه صرفاً «آپولو» نام داشت، گرچه گاهی به‌طور غیررسمی به آن «آپولو ۱۸» نیز گفته می‌شود. با این حال در طول پروژه فقط از نام‌های آپولو و سایوز برای اشاره به فضاپیماها استفاده می‌شد.

## یادمان پروژه آپولو-سایوز

مدل فضاپیماهای سایوز و آپولو در موزه ملی هوافضا در مرکز شهر واشینگتن دی‌سی

### موزه‌ها
- یک نمونه حقیقی از فضاپیمای سایوز و یک نمونهٔ ساختگی از فضاپیمای آپولو در حالی که به هم متصل هستند، برای یادبود این پروژه مشترک در بخش اصلی موزه ملی هوافضا در مرکز شهر واشینگتن دی‌سی به نمایش گذاشته شده‌اند.
- گردونه فرمان فضاپیمای آپولو که پس از فرود در اقیانوس آرام بازیابی شد، در موزه علوم ایالت کالیفرنیا در شهر لس آنجلس در معرض دید عموم قرار دارد.

### نام‌گذاری
در سال ۱۹۷۷ میلادی، نیکلای استپانوویچ چرنیخ ستاره‌شناس روس موفق به کشف سیارکی شد که آن را «سیارک ۲۲۲۸ سایوز-آپولو» نامید.

### تمبر
- تمبرهای یادبود پروژه آزمایشی آپولو–سایوز